# Леди в белом (фильм, 1988)
«Леди в белом» (англ. Lady in White) — американский фильм ужасов о сверхъестественном 1988 года, снятый режиссёром Фрэнком ЛаЛоджи, основанный на легенде о Белой женщине.
Несмотря на положительные отзывы критиков, фильм ожидал кассовый провал. Позже он получил статус культового фильма.

## Сюжет
В 1962 году во время Хэллоуина Дональд и Луи запирают своего одноклассника Фрэнки Скарлатти в школьной раздевалке. С наступлением ночи Фрэнки видит в помещении призрак девочки, убитой в этом месте одиннадцать лет назад. Спустя мгновение в раздевалке появляется мужчина, который пытается открыть вентиляционную решётку на полу. Заметив мальчика, мужчина решает избавиться от свидетеля. Лишь по счастливой случайности девятилетнему Фрэнки удаётся избежать гибели. Придя в себя, Фрэнки узнаёт из газеты о серийной убийце, погубившем одиннадцать детей. Среди погибших в газете была фотография убитой девочки — Мелиссы Энн Монтгомери, призрак которой он видел в школьной раздевалке. С тех пор Фрэнки стал часто видеть призрак Мелиссы и слышать её мольбу о помощи в поисках матери. Разоблачив серийного убийцу, считавшегося долгие годы другом семьи, Фрэнки оказывается в смертельной опасности. После долгой разлуки мать и дочь находят друг друга. А серийного убийцу настигает справедливое возмездие.

## В ролях
- Лукас Хаас — Фрэнки Скарлатти
- Лен Кариу — Фил Террагросса
- Алекс Рокко — Анджело Скарлатти
- Кэтрин Хелмонд — Аманда
- Джейсон Прессон — Джино Скарлатти
- Рената Ванни — Ассунта
- Анджело Бертолини — Чарли
- Джоэль Джейкоби — Мелисса Энн Монтгомери
- Джаред Раштон — Дональд
- Грегори Левинсон — Луи
- Люси Ли Флиппин — Грейс Ла Делла
- Том Бауэр — шериф Рэй Сондерс
- Джек Андреоцци — Тони
- Сидни Лэссик — мистер Лоури
- Рита Зогар — мисс Агнес Чилак
- Хэл Бокар — мистер Чилак
- Роуз Уивер — Мэтти Уильямс
- Генри Харрис — Гарольд Уильямс
- Брюс Кирби — таксист
- Эмили Трейси — Марианна
- Карен Пауэлл — мать Мелиссы

## Съёмочная группа
- Режиссёр: Фрэнк ЛаЛоджа
- Продюсеры: Эндрю Дж. Ла Марка, Фрэнк ЛаЛоджа
- Сценарист: Фрэнк ЛаЛоджа
- Оператор: Расселл Карпентер
- Композитор: Фрэнк ЛаЛоджа

## Критика
Brian W. Collins написал ревью на картину.

## Награды и номинации
- Молодой актёр — награда и номинация (1989)
- Фантаспорту — номинация (1989)
- Сатурн — номинации (1990)[6]